# Афонсу IV
Афо́нсу IV Хра́брый (порт. Afonso IV «o Bravo»; 8 февраля 1291[…], Лиссабон — 28 мая 1357, Лиссабон) — король Португалии и Алгарве с 7 января 1325 года, из Бургундской династии, единственный сын короля Диниша I и Изабеллы Арагонской

## Ранние годы
Афонсу в 1309 году женился на принцессе Беатрис (1293—1359), дочери короля Кастилии Санчо IV и его жены Марии де Молина.
Отец не слишком жаловал Афонсу — фаворитом старого короля был внебрачный сын Афонсу Саншес. Соперничество между единокровными братьями несколько раз приводило к гражданской войне. 7 января 1325 года Диниш умер, и Афонсу стал королём, после чего сослал своего соперника в Кастилию и лишил его всех земель и вотчин, подаренных отцом. Из Кастилии Афонсу Саншес организовал несколько попыток захватить корону. После нескольких неудачных попыток вторжения братья подписали мирный договор, инициированный матерью Афонсу, королевой Изабеллой. Король перестал подозревать брата и даже подружился с ним.

## Династический брак с Кастилией
В 1325 году малолетний король Кастилии Альфонсо XI вступил в брак с Констансой Мануэль, дочерью одного из своих регентов Хуана Мануэля. Два года спустя брак был аннулирован, чтобы Альфонсо мог жениться на дочери Афонсу, Марии, которая стала королевой Кастилии в 1328 году. Констанса Мануэль была заключена в тюрьму в замке Торо, а её отец, Хуан Мануэль, начал войну против Альфонсо XI. В конце концов, был достигнут мир, и Констанса освобождена из тюрьмы.
Тогда Хуан Мануэль добился от Афонсу IV согласия на брак Констансы с его сыном и наследником, Педру. Кастилия восприняла этот брак крайне негативно, так как он давал португальским королям право претендовать на кастильский трон. В 1335 году началась война с Кастилией. Мир был достигнут спустя четыре года, благодаря вмешательству самой инфанты Марии. Через год после подписания мирного договора в Севилье португальские войска сыграли важную роль в разгроме мавров в битве при Рио-Саладо в октябре 1340 году.
Афонсу оказывал поддержку простому народу и во время страшного землетрясения 1344 года, и в годы эпидемии чумы, проникшей в страну в 1348 году.

## Поздние годы

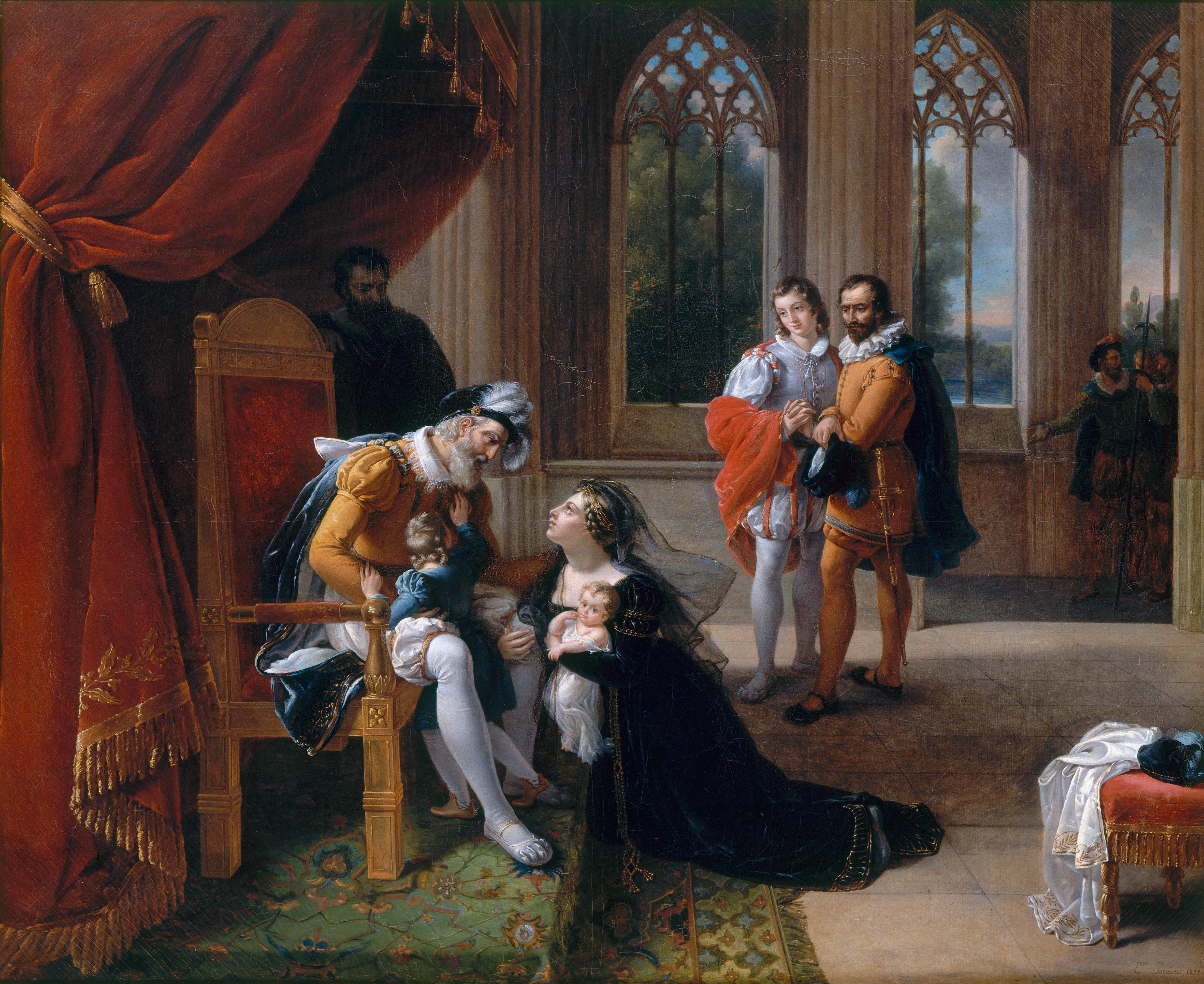
Инес де Кастро на коленях перед королём Афонсу.

Политические интриги заполнили поздние годы царствования Афонсу IV, хотя Кастилия была разорена гражданской войной после смерти Альфонсо XI. Энрике Трастамара бросил вызов новому королю Педро, который изгнал множество кастильских дворян в Португалию. Наследник Афонсу, Педру, влюбился во фрейлину своей новой жены, Инес де Кастро. Инес была дочерью влиятельного аристократа из Галисии. Её братья поддерживали фракцию Трастамара и стали фаворитами наследного принца Педру, к большому разочарованию знати, которая считала их кастильскими выскочками. Когда Констанса Мануэль умерла через неделю после рождения третьего ребёнка, Педру начал открыто жить с Инес и отказался от идеи жениться на ком бы то ни было, кроме самой Инес. Братья Инес толкали Педру и Афонсу вмешаться в войну в Кастилии, но король отказался и, надеясь, что увлечение сына скоро пройдет, попытался устроить ещё один династический брак для Педру.
Ситуация с годами ухудшалась: король старел и терял контроль над своим двором. Его внук и единственный законный сын Педру, будущий король Фернанду I, был болезненным ребёнком, в то время как незаконные дети Педру от Инес росли здоровыми. Обеспокоенный за судьбу династии Афонсу приказал заключить Инес де Кастро в тюрьму в старом монастыре его матери в Коимбре, а затем велел убить её 7 января 1355 года. Афонсу ожидал, что Педру смирится и женится на какой-нибудь принцессе, но сын пришёл в ярость, узнав о том, что его любовницу обезглавили на глазах их маленького ребёнка. Педру собрал армию и опустошил страну между реками Дору и Минью. Примирение с отцом состоялось лишь в начале 1357 года, а в мае Афонсу умер в Лиссабоне.
Прозвище Афонсу IV — Храбрый — намекает на его боевые подвиги. Однако его наиболее важным вкладом в развитие страны были не войны, а относительный мир во время его долгого правления и особое значение, которое он придавал португальскому флоту. Афонсу IV предоставил флоту государственное финансирование, чтобы стимулировать морскую торговлю и освоение новых земель. Конфликт с Педру стал основой португальского национального эпоса — Лузиады Луиша де Камойнша.

## Семья
От брака с Беатрис Кастильской у Афонсу родилось семеро детей:
- Мария (1313—1357) — супруга короля Кастилии Альфонсо XI.
- Афонсу (1315)
- Диниш (1317—1318)
- Педру I (1320—1367)
- Изабелла (1324—1326)
- Жуан (1326—1327)
- Элеонора (1328—1348) — супруга короля Арагона Педро IV.